# Gutschen
Gutschen este o arie protejată (sit de importanță comunitară — SCI) din Austria întinsă pe o suprafață de 52,6 ha, integral pe uscat.

## Localizare
Centrul sitului Gutschen este situat la coordonatele 46°47′53″N 14°32′40″E / 46.798°N 14.5444°E.

## Înființare
Situl Gutschen a fost declarat sit de importanță comunitară în decembrie 2015 pentru a proteja 1 specie de plante.

## Biodiversitate
Situată în ecoregiunea alpină, aria protejată nu include niciun habitat protejat.
La baza desemnării sitului se află o specie protejată de  plante: Mannia triandra.